# 松波勝直
松波 勝直（まつなみ まさなお）は、戦国時代から江戸時代初期の武将。

## 経歴
父の政綱は斎藤道三の子（斎藤義龍の弟）で織田信長に仕え、道三の出自である松波氏を称したという。信長の死後はその次男の織田信雄に仕えた尾張国中島郡下起郷・小寺郷を領したが、後に尾張国に蟄居した。
天正18年（1590年）江戸城主となった徳川家康に武蔵国橘樹郡の内600石で召し出される。慶長5年（1600年）嫡男勝安に家督を譲るが、後に再出仕を命じられて美濃国池田郡・本巣郡に500石を改めて与えられ、駿府城の家康に仕えた。慶長12年（1607年）67歳で死去。美濃の所領は次男の勝吉が継承し、また三男の政俊は別家を立て、三子はいずれも旗本家として家名を繋いだ。